# Таблиця медалей зимових Олімпійських ігор 2022
Таблиця медалей Олімпійських ігор 2022 — це перелік національних олімпійських комітетів, показаний за кількістю медалей, здобутих під час XXIV зимових Олімпійських ігор, що пройшли з 4 по 20 лютого 2022 року в місті Пекін, Китай. Було розіграно 109 комплектів медалей у 15 видах спорту.

## Таблиця
Таблиця медалей базується на інформації, наданій Міжнародним олімпійським комітетом (МОК), і відповідає конвенції МОК у його опублікованих таблицях медалей. За замовчуванням таблиця впорядковується за кількістю золотих медалей, які виграли спортсмени з країни, де нація — це організація, представлена Національним олімпійським комітетом (НОК). Далі враховується кількість срібних медалей, а потім кількість бронзових. Якщо після цього все ще залишається нічия, то нації поділяють сходинку і перераховуються в алфавітному порядку відповідно до їхнього коду НОК.
      Країна-господар (Китай)
| Місце           | НОК                              |     |     |     | Разом |
| --------------- | -------------------------------- | --- | --- | --- | ----- |
| 1               | Норвегія (NOR)                   | 16  | 8   | 13  | 37    |
| 2               | Німеччина (GER)                  | 12  | 10  | 5   | 27    |
| 3               | США (USA)                        | 9   | 9   | 7   | 25    |
| 4               | Китай (CHN)                      | 9   | 4   | 2   | 15    |
| 5               | Швеція (SWE)                     | 8   | 5   | 5   | 18    |
| 6               | Нідерланди (NED)                 | 8   | 5   | 4   | 17    |
| 7               | Австрія (AUT)                    | 7   | 7   | 4   | 18    |
| 8               | Швейцарія (SUI)                  | 7   | 2   | 6   | 15    |
| 9               | Олімпійський комітет Росії (ROC) | 5   | 12  | 15  | 32    |
| 10              | Франція (FRA)                    | 5   | 7   | 2   | 14    |
| 11              | Канада (CAN)                     | 4   | 8   | 14  | 26    |
| 12              | Японія (JPN)                     | 3   | 7   | 8   | 18    |
| 13              | Італія (ITA)                     | 2   | 7   | 8   | 17    |
| 14              | Південна Корея (KOR)             | 2   | 5   | 2   | 9     |
| 15              | Словенія (SLO)                   | 2   | 3   | 2   | 7     |
| 16              | Фінляндія (FIN)                  | 2   | 2   | 4   | 8     |
| 17              | Нова Зеландія (NZL)              | 2   | 1   | 0   | 3     |
| 18              | Австралія (AUS)                  | 1   | 2   | 1   | 4     |
| 19              | Велика Британія (GBR)            | 1   | 1   | 0   | 2     |
| 20              | Угорщина (HUN)                   | 1   | 0   | 2   | 3     |
| 21              | Бельгія (BEL)                    | 1   | 0   | 1   | 2     |
| 21              | Чехія (CZE)                      | 1   | 0   | 1   | 2     |
| 21              | Словаччина (SVK)                 | 1   | 0   | 1   | 2     |
| 24              | Білорусь (BLR)                   | 0   | 2   | 0   | 2     |
| 25              | Іспанія (ESP)                    | 0   | 1   | 0   | 1     |
| 25              | Україна (UKR)                    | 0   | 1   | 0   | 1     |
| 27              | Естонія (EST)                    | 0   | 0   | 1   | 1     |
| 27              | Латвія (LAT)                     | 0   | 0   | 1   | 1     |
| 27              | Польща (POL)                     | 0   | 0   | 1   | 1     |
| Усього (29 НОК) | Усього (29 НОК)                  | 109 | 109 | 109 | 327   |